# S-Beat
S-Beat è il secondo album in studio di Gino Soccio pubblicato nel 1980 dalla Warner Bros. Records.

## Tracce
Testi e musiche di Gino Soccio.
1. S-Beat – 4:40
2. Heartbreaker – 4:01
3. Rhythm Of The World – 6:44
4. Steady Operator – 3:03
5. The Runaway – 5:07
6. Running In Circles – 4:21
7. Love Is – 2:31
8. I Wanna Take You There (Now) – 5:58

Durata totale: 36:25